# Andronikos Dukas (General unter Romanos IV.)
Andronikos Dukas, auch Andronikos Doukas, griechisch Ανδρόνικος Δούκας; (* nach 1045; † 14. Oktober 1077) war ein byzantinischer General und Hofwürdenträger, der zur Niederlage der Byzantiner in der Schlacht von Manzikert beigetragen hat.

## Herkunft
Andronikos Dukas war ein Angehöriger der byzantinischen Adelsfamilie Dukas, die mit Konstantin X. und Michael VII. zwei Kaiser des Byzantinischen Reiches stellte. Er stammte allerdings nicht aus der kaiserlichen Linie, ist daher von seinem gleichnamigen Vetter Andronikos Dukas zu unterscheiden, der ein jüngerer Sohn des Kaisers Konstantin X. und ein Bruder und Mitkaiser sowohl des Kaisers Michael VII., genannt Parakinakes (1071–1078) als auch des Konstantios Dukas war.
Er war ein Sohn des Kaisar (Caesar) Johannes Dukas († ca. 1088), der zwar nur ein jüngerer Bruder des Kaisers Konstantin X. war, jedoch nach dessen Tod im Jahre 1067 zwei Jahrzehnte hindurch zu den einflussreichsten Mitgliedern des byzantinischen Hofes zählte und 1074 als Prätendent auf die Krone auftrat. Die Mutter von Andronikos war Irene Pegonitissa, eine Tochter des Generals Nikolaos/Niketas Pegonites.

## Leben

### Offizier und Höfling
Andronikos Dukas wurde nach 1045 als ältester Sohn des Kaisars Johannes Dukas, geboren. Dass er der älteste war, bestätigt auch die Historikerin Anna Komnene in ihrem Geschichtswerk über das Leben ihres Vaters, des Kaisers Alexios I. Komnenos, der „Alexiade“.
Die ihm durch seine Geburt vorgegebene Rolle hielt sich in Grenzen, da der Schwerpunkt des Lebens am Hof von Konstantinopel naturgemäß bei der älteren kaiserlichen Linie lag und er selbst im Schatten der dominierenden Gestalt seines Vaters stand. Er folgte der familiären Tradition und begann eine militärische Karriere, durch die er rasch zum General aufstieg und in der Hierarchie des Hofadels zum Protoproedros („Ober-Präsident“) und Protobestiarios (etwa Oberstkämmerer) aufstieg. Dies waren jedoch Funktionen bzw. Ehrentitel, die mit der Zugehörigkeit zur regierenden Familie mehr oder weniger automatisch verbunden waren.

### Kampf gegen die Seldschuken
Seine historische Rolle sollte Andronikos jedoch im Rahmen der gefährlichen Auseinandersetzung des Byzantinischen Reiches mit der steigenden Macht der Seldschuken spielen. Diese waren eine turkmenische, sunnitische Dynastie, die seit dem 11. Jahrhundert das Reich der Großseldschuken aufgebaut hatte, das sich über große Teile von Mittelasien, dem Iran, Irak, Syrien, Anatolien und der arabischen Halbinsel erstreckte. In Persien hatten sie die lokale Sprache angenommen und konnten daher eine eigene beachtliche turko-persische Kultur entwickeln.
Im Jahr 1068 griff Alp Arslan, der Sultan des Reiches der Großseldschuken (1063–1072), das Byzantinische Reich an, konnte jedoch von Kaiser Romanos IV. Diogenes nach drei Schlachten schließlich 1070 in Kilikien besiegt und hinter den Euphrat zurückgedrängt werden. Andronikos dürfte dabei wichtige Erfahrungen über die flexible Kampftaktik der Seldschuken gesammelt haben.
Kaiser Romanos IV. wollte die permanente militärische Bedrohung durch die Seldschuken und deren expansive Siedlungspolitik durch eine Entscheidungsschlacht endgültig beenden, stieß daher 1071 mit einer großen Armee in das seit 1067 von den Seldschuken besetzte Armenien vor, nachdem er seine Truppen durch fränkische, normannische und türkische (kumanische) Söldner verstärkt hatte.

### General in der Schlacht von Manzikert
Am 26. August 1071 kam es nördlich des Vansees bei Manzikert (heute Malazgirt in der Türkei) zwischen der byzantinischen Armee unter Kaiser Romanos und der seldschukischen Armee unter Sultan Alp Arslan zu der historischen Schlacht von Manzikert, bei der Andronikos Dukas eine verhängnisvolle Rolle spielen sollte.
Der Kaiser kommandierte persönlich das Zentrum, am rechten Flügel kommandierte Theodor Alyates, am linken Nikephoros Bryennios (General, Staatsmann, Geschichtsschreiber und Ehemann der Historikerin Anna Komnene), während Andronikos Dukas die strategisch wichtige Nachhut kommandierte. Die Schlacht endete mit einer vernichtenden Niederlage für die Byzantiner, wobei Kaiser Romanos IV. in die Gefangenschaft von Alp Arslan geriet. Dieser zeigte sich aber auch moralisch als Sieger, da er Romanos erheblich besser behandelte, als dieser es ihm gegenüber getan hätte.
Noch schwerwiegender als die direkten Verluste an Soldaten und Gerät waren die indirekten Folgen der Schlacht: Es folgten zahlreiche interne Konflikte und wirtschaftliche Krisen, die die Fähigkeit des Reiches, seine Grenzen zu verteidigen, nachhaltig schwächten. Zugleich kam es ab 1073 durch die Errichtung des Sultanats der Rum-Seldschuken unter Suleiman ibn Kutalmiş († 1086) zu territorialen Verlusten des Reiches, das etwa 80.000 km² einbüßte und zu einer massenhaften Einwanderung von Türken in Zentralanatolien führte. Erst Kaiser Alexios I. Komnenos gelang es, das Reich wieder zu stabilisieren.

### Mitschuld an der Niederlage bei Manzikert
Für diese folgenschwere Niederlage wurde Andronikos Dukas von den Anhängern von Kaiser Romanos IV. verantwortlich gemacht, indem man ihm vorwarf, die Nachhut vorzeitig abgezogen zu haben, statt den Rückzug des Kaisers zu decken. Oder schlimmer noch, dass er in verräterischer Weise das Gerücht verbreitet hätte, der Kaiser sei gefallen, die Schlacht sei daher verloren, wodurch er absichtlich die Kampfmoral der Truppen zerstört hätte. Steven Runciman sieht das weniger dramatisch: Da die türkischen Truppen bereits am Vortag desertiert waren und die Elitetruppe – die fränkische und normannische schwere Reiterei unter dem Normannen Roussel de Bailleul († 1077) – beschlossen hatte, an der Schlacht nicht teilzunehmen, erkannte Andronikos Dukas, dass die Sache verloren war und dass der nächste Akt des Dramas in Konstantinopel gespielt werden würde. So zog er die unter seinem Befehl stehenden Reservetruppen vom Schlachtfeld ab und überließ den Kaiser seinem Schicksal.
Ein Motiv für diese Tat war rasch gefunden: Kaiser Romanos IV. verdankte seine Herrschaft einem Staatsstreich gegen die Familie Dukas, indem er nach dem Tod des Kaisers Konstantin X. Dukas im Jahr 1068 dessen Witwe Eudokia Makrembolitissa heiratete und die nachfolgeberechtigten Söhne des Kaisers auf die Rolle von Mitkaisern ohne effektive Macht beschränkte. Von Andronikos – als Vetter der verdrängten kaiserlichen Erben – war daher ein Verrat an dem Usurpator Romanos IV. zu erwarten.
So schwerwiegend der Abzug der Reservetruppen durch Andronikos auch gewesen sein mag, er war wohl kaum der alleinige Grund für die Niederlage: Auf byzantinischer Seite gab es gravierende strukturelle Mängel, wie die drastische Reduzierung der Militärausgaben seit Kaiser Konstantin IX. Monomachos oder die wachsende Abhängigkeit von heterogenen Kontingenten ausländischer Söldner, den Skandinaviern der Varägergarde, den Normannen und Franken aus Westeuropa, den Slawen aus dem Norden und den Türken aus den Steppen Südrusslands, wie den Petschenegen, Kumanen und Ghuzzen.
Hinzu kamen taktische Fehler: Fast die halbe Armee unter dem General Joseph Tarchaneiotes war während der Schlacht abwesend, da sie auf Befehl des Kaisers auf dem Weg zur Belagerung der Festung von Ahlat am Ufer des Vansees in Ostanatolien war. Die Aufklärung durch Späher wurde sträflich vernachlässigt und der Einsatz türkischer Hilfstruppen gegen die türkischen Seldschuken machte ihr Überlaufen vorhersehbar.
Entscheidend dürfte jedoch die überlegene Strategie von Sultan Alp Arslan gewesen sein, dem es durch einen vorgetäuschten Rückzug gelang, die byzantinische Armee einzuschließen. Kaiser Michael VII. dürfte die Schuld seines Cousins Andronikos wohl in etwas anderem Licht gesehen haben, da er ja seine Krönung der Niederlage und dem Sturz von Kaiser Romanos IV. und damit auch Andronikos verdankte.

### Politische Konsequenzen
Nach dem Bekanntwerden der von Romanos IV ausgehandelten Friedensbedingungen organisierte der Vater von Andronikos, der Kaisar Johannes Dukas – der Senior des Hauses Dukas – gegen Romanos einen Volksaufstand. Dies, da die Annahme der Bedingungen durch das hohe Lösegeld nicht nur sehr kostspielig gewesen wäre, sondern vor allem dazu geführt hätte, dass das Byzantinische Reich wegen der vorgesehenen jährlichen Tributzahlungen und die Verpflichtung zur Stellung byzantinischer Hilfstruppen zu einem Vasallenstaat der Seldschuken herabgesunken wäre. Romanos IV. wurde daher in Konstantinopel für abgesetzt und der Vertrag für ungültig erklärt, während der verdrängte jugendliche Mitkaiser Michael VII. Dukas am 24. Oktober 1071 zum alleinigen Kaiser gekrönt wurde. Das Eintreffen seines Vetters Andronikos Dukas mit den Überresten der von Manzikert geretteten Heeresteile befestigte naturgemäß seine Stellung.
Als der besiegte Kaiser Romanos IV. von Sultan Alp Arslan aus der Gefangenschaft freigelassen wurde, sandte Michael VII. diesem seine Vettern Andronikos und Konstantin entgegen. Allerdings nicht, um ihn zu empfangen, sondern um ihn gefangen zu nehmen. Es gelang Andronikos, Romanos IV. und seine kleine Truppe in Kilikien zu stellen. Dieser ergab sich auf Grund eines Garantieschreibens, das im Namen des neuen Kaisers Michael VII. von drei Metropoliten unterzeichnet war und ihm volle persönliche Sicherheit versprach. Obwohl sich Andronikos dagegen aussprach, wurde Romanos noch vor seiner Ankunft in Konstantinopel am 29. Juni 1072 mit glühendem Eisen geblendet. Michael Psellos, Mönch, Geschichtsschreiber sowie Erzieher und Hauptberater von Kaiser Michael, sandte dem geblendeten Ex-Kaiser Romanos ein Schreiben, in dem er ihn, sein Opfer, als Märtyrer glücklich pries: Gott habe ihm das Augenlicht genommen, weil er ihn eines höheren Lichtes für würdig schätze. Darüber, wie Romanos diese „Tröstung“ aufnahm, wird nichts berichtet, da er kurz darauf seinen Verletzungen erlag.

### Domestikos des Orients
Andronikos wurde 1073 von seinem Vetter, Kaiser Michael VII., zum „Domestikos“ des Orients, d. h. zum Oberkommandierenden der kaiserlichen Armee im Osten des Reiches ernannt. In dieser Eigenschaft zog Andronikos mit seinem Vater, dem Kaisar Johannes Dukas, mit der kaiserlichen Armee aus, um die rebellierenden fränkischen und normannischen Söldner unter Roussel de Bailleul zu bekämpfen. Es siegten jedoch die Rebellen, die Andronikos und seinen Vater gefangen nahmen. Während der schwer verwundete Andronikos von den Rebellen freigelassen wurde, um seine Verletzungen zu heilen, zwangen die Rebellen seinen Vater, sich zum Gegenkaiser zu erklären und planten mit ihm nach Konstantinopel zu marschieren. Nur mit Hilfe seldschukischer Hilfstruppen konnte schließlich der General Alexios Komnenos die Rebellen besiegen und den – nicht ganz freiwilligen – Gegenkaiser gefangen nehmen.
Andronikos Dukas starb wenige Jahre später, am 14. Oktober 1077, nachdem er – der byzantinischen Tradition entsprechend – kurz zuvor als Mönch Antonius in ein Kloster eingetreten war.

## Familie
Andronikos Dukas heiratete vor 1061 Maria Prinzessin von Bulgarien († als Nonne Xene 21. September 1089/1118). Sie war eine Tochter von Trajan/Troianos Prinz von Bulgarien († 19. Mai …), Sohn des Iwan Wladislaw, des letzten Zaren des Ersten bulgarischen Reiches (1015–1018) und dessen Frau, die einer Nachkommin der byzantinischen Adelsfamilien Kontostephanos, Abalates und Phokas war.
Kinder:
Aus seiner Ehe mit Maria von Bulgarien hatte Andronikos Dukas folgende Kinder.
- Michael Dukas, (* 1061; † 19. Januar 1108/18), Sebastos, 1083 Protostrator

& Ne (Er hatte Nachkommen)
- Johannes Dukas (* 1064; † als Mönch Antonios v. 1136), vor 1090 und nach 1092/93 Megas Dux, 1090/92 Dux von Dyrrhachion
- Irene Dukaina (* 1066; † als Nonne ca. 19. Februar 1123)

& 1078 Alexios Komnenos, Kaiser des Byzantinischen Reiches (1081–1118)
Irene wurde damit zur Stammmutter der Komnenen, die 1081 bis 1185 Kaiser von Byzanz und von 1204 bis 1461 Kaiser von Trapezunt waren
- Anna Dukaina (* 1068; † 1110/18–1135)

& v. 1081 Georgios Palaiologos, kaiserlicher General, Sebastos, 1081 Strategos von Dyrrhachion. (Ref EST NF III. 1 Taf. 198)
Anna Dukaina wurde dadurch zur Stammmutter der Dynastie der Palaiologen, die 1259–1261 Kaiser von Byzanz in Nikaia und von 1261 bis 1453 Kaiser des Byzantinischen Reiches sowie von 1306 bis 1533 Markgrafen von Montferrat waren.
- Theodora Dukaina, (* ca. 1070; † als Nonne 20. Februar v. 1116)